# Stiftung Akkreditierungsrat

Logo

Die Stiftung Akkreditierungsrat (vormals: Stiftung zur Akkreditierung von Studiengängen in Deutschland) ist eine öffentlich-rechtliche Stiftung mit Sitz in Bonn. Sie hat den gesetzlichen Auftrag, das System der Qualitätssicherung in Studium und Lehre durch Akkreditierung von Studiengängen zu organisieren.
Durch die Stiftung tragen die Länder dafür Sorge, dass die Gleichwertigkeit einander entsprechender Studien- und Prüfungsleistungen sowie Studienabschlüsse und die Möglichkeit des Hochschulwechsels gewährleistet werden (Art. 5 Abs. 2 des Studienakkreditierungsstaatsvertrag). Die Stiftung akkreditiert und reakkreditiert Studiengänge (Programmakkreditierung) und hochschulinterne Qualitätssicherungssysteme (Systemakkreditierung). Darüber hinaus führt sie Alternative Verfahren durch. Die Stiftung berichtet den Ländern zum Stand der Qualitätsentwicklung und unterstützt diese bei der Weiterentwicklung des deutschen Qualitätssicherungssystems. Sie fördert die internationale Zusammenarbeit im Bereich der Akkreditierung und der Qualitätssicherung und legt die Voraussetzung für die Anerkennung ausländischer Akkreditierungen fest. Zudem führt sie die Zulassung von Akkreditierungsagenturen in Deutschland durch.

## Organisation und Entscheidungen des Akkreditierungsrats
Die Stiftung hat drei Organe: den Akkreditierungsrat als zentrales Beschlussorgan, den Vorstand als vollziehendes Organ, und den Stiftungsrat, der die Rechtmäßigkeit und Wirtschaftlichkeit der Stiftungsgeschäfte überwacht. Darüber hinaus verfügt die Stiftung über eine Geschäftsstelle.
Der Akkreditierungsrat trifft auf seinen regelmäßigen Sitzungen auf Basis hochschulexterner Begutachtungen seine Akkreditierungsentscheidungen. Hierbei prüft er, ob die Kriterien des Studienakkreditierungsstaatsvertrags und der Musterrechtsverordnung bzw. der entsprechenden Rechtsverordnungen der Bundesländer in Einklang mit den European Standards and Guidelines erfüllt sind. Selbsterklärtes Ziel der Akkreditierung ist die Gewährleistung des qualifizierten Kompetenzerwerbs der Studierenden. Zugleich verortet der Akkreditierungsrat die Verantwortung für Qualität von Lehre und Studium bei den Hochschulen und nimmt diese somit in die Verantwortung.
Im Akkreditierungsrat sitzen insgesamt 22 ehrenamtliche Mitglieder, davon acht für die Hochschulen, eins für die Hochschulrektorenkonferenz, vier für die Bundesländer, fünf für die Berufspraxis (davon eines der für das Dienst- und Tarifrecht zuständigen Landesministerien), zwei Studierende und zwei ausländische Mitglieder mit Akkreditierungserfahrung; dazu kommt eine beratende Stimme der Agenturen. Die Mitglieder werden von der Hochschulrektorenkonferenz, bestimmten Landesministerien, der Ständigen Konferenz der Innenminister und -senatoren der Länder, dem Studentischen Akkreditierungspool, den Agenturen und der Kultusministerkonferenz benannt und einvernehmlich durch die Kultusministerkonferenz und die Hochschulrektorenkonferenz bestellt.

## Kritik an Ausgestaltung der Akkreditierung in Deutschland
Es wird teilweise kritisiert, dass das deutsche Akkreditierungssystem zu stark auf die Überprüfung von Mindestkriterien ausgerichtet ist und darüber hinaus wenig Anreize für eine kontinuierliche Qualitätsentwicklung und die Entwicklung einer Qualitätskultur an den Hochschulen setzt. Zudem würden die Kriterien der European Standards and Guidelines in der Musterrechtsverordnung nicht vollständig abgebildet.

## Akkreditierungsagenturen
Das Akkreditierungssystem für Hochschulen war in Deutschland bis Inkrafttreten des Studienakkreditierungsstaatsvertrags infolge von Entscheidung 1 BvL 8/10 des Bundesverfassungsgerichts dezentral organisiert, d. h. die Zertifizierung von Studiengängen bzw. hochschulinternen Qualitätssicherungssystemen erfolgte direkt durch die Akkreditierungsagenturen. Seit der Reform führen die Akkreditierungsagenturen weiterhin die Begutachtung durch, treffen jedoch für Studiengänge in Deutschland keine Akkreditierungsentscheidungen mehr.
Die Akkreditierungsagenturen werden durch den Akkreditierungsrat akkreditiert. Das Verfahren zur Zulassung der Agenturen umfasst die Vorbereitung und Eröffnung des Verfahrens, eine Begehung, die Bewertung, die Entscheidung und den Abschluss des Verfahrens. Als Grundlage hierfür dienen die Regeln des Akkreditierungsrates für die Akkreditierung von Agenturen.
Derzeit sind elf Agenturen vom Akkreditierungsrat akkreditiert:
- AAQ – Schweizerische Agentur für Akkreditierung und Qualitätssicherung
- ACQUIN – Akkreditierungs-, Certifizierungs- und Qualitätssicherungs-Institut
- AHPGS – Akkreditierungsagentur für Studiengänge im Bereich Heilpädagogik, Pflege, Gesundheit und Soziale Arbeit e. V.
- AKAST – Agentur für Qualitätssicherung und Akkreditierung kanonischer Studiengänge
- AQ Austria – Agentur für Qualitätssicherung und Akkreditierung Austria[8]
- AQAS – Agentur für Qualitätssicherung durch Akkreditierung von Studiengängen
- ASIIN – Akkreditierungsagentur für Studiengänge der Ingenieurwissenschaften, der Informatik, der Naturwissenschaften und der Mathematik
- evalag – Evaluationsagentur Baden-Württemberg
- FIBAA – Foundation for International Business Administration Accreditation
- MusiQuE – Music Quality Enhancement
- ZEvA – Zentrale Evaluations- und Akkreditierungsagentur Hannover